# Alfred Bindslev
Alfred Dahm Bindslev (21. juni 1896 i Aalborg – 30. maj 1954 på Frederiksberg) var en dansk præst, forfatter og politiker, der repræsenterede Det Konservative Folkeparti i Folketinget og i Københavns Borgerrepræsentation.
Alfred Bindslev var søn af kreditforeningsdirektør Valdemar Bindslev (død 1931) og hustru Johanne f. Dahm (død 1926). Han blev student fra Frederiksberg Gymnasium 1914.
Bindslev var 1918-1925 redaktør af tidsskriftet Den ny Tid, der blev udgivet af Det Unge Danmark. Han blev senere uddannet teolog (1920) og fungerede som præst ved Garnisons Kirke (1921-33), da han blev medlem af Folketinget i 1926, som han sad i til 1945. Desuden var han medlem af Københavns Borgerrepræsentation fra 1925 og borgmester for Magistratens 1. Afdeling (Skole og kultur) fra 1940 til 1951. Han har bl.a. skrevet værket Konservatismens Historie i Danmark, der udkom i 1937, ligesom han sammen med Ole Bjørn Kraft redigerede tidsskriftet Det nye Danmark. Politisk var Bindslev konservativ med stort k og var bl.a. modstander af at liberalisere skilsmisselovgivningen, fordi man så ville aflive ægteskabet, der af Bindslev blev betragtet som nationens livsnerve. Han var Ridder af Dannebrog og blev tildelt Lasenius Kramps Medalje 1943.
Han var formand for Det tekniske Selskab og dets skoleudvalg, for Københavns Maskinskole og for Sønderjydsk Forening for København, medlem af Grænseforeningens styrelse, af bestyrelsen for Ny Carlsberg Glyptotek, for Teknologisk Institut og for Foreningen til unge Handelsmænds Uddannelse, medlem af Radiorådet 1930-45, overdirektør for de Massmannske Søndagsskoler og ledende senior i Studenterforeningen 1924-25.
Han blev gift 1. gang 30. september 1920 med Esther Harboe, f. på Frederiksberg (død 1973), datter af overretssagfører Emil Harboe (1867–1943) og hustru Holga Helena Børjeson (1874–1938); ægteskabet opløst 1938. Gift 2. gang 20. maj 1938 med Edith Bindslev, f. i København (død 1949), datter af generalkommissær Frederik Riise og hustru Christine f. Westergaard (død 1939).

## Udvalgte værker
- Alverden skrives i Mandtal (1924)
- Kristendom og Statsstyre (1930)
- Kampen om Skolen (1935)
- Konservatismens Historie i Danmark fra 1848 til 1936, 3 bd. (1936-38)